# 야무라 겐
야무라 겐(일본어: 矢村 健, 1997년 6월 9일~)는 일본의 축구 선수이다.

## 구단 경력
그는 2019년 J2리그의 알비렉스 니가타에 입단했다. 2022년 J2리그 우승으로 J1리그로 승격했다. 2023년 J2리그의 후지에다 MYFC로 이적했다. 2024년까지 79경기에 출전하여, 25득점을 넣었다. 2025년 알비렉스 니가타로 복귀했다.